# قطعنامه ۵۷۶ شورای امنیت
قطعنامه ۵۷۶ شورای امنیت سازمان ملل متحد که در تاریخ ۲۱ نوامبر ۱۹۸۵ تصویب شد، سندی بین‌المللی دربارهٔ اسرائیل-جمهوری عربی سوریه است. این قطعنامه طی نشست ۲۶۳۰ام با ۱۵ موافق، ۰ مخالف و ۰ ممتنع تصویب شد.